# María José García Herrero
María Josefa García Herrero (Villena, 1955) és una advocada i política valenciana, diputada a les corts Valencianes des de la IV a la VIII Legislatures.
Llicenciada en dret per la Universitat de València, va exercir d'advocada Des de 1979 fins a 1995 a Villena. Fou regidora d'UCD a la seua ciutat entre el 1979 i el 1983. Optà infructuosament a l'alcaldia de Villena a les eleccions de 1991 i 1995 ja pel Partit Popular (PP).
Posteriorment fou nomenada una de les secretàries del Comitè Executiu del PP Valencià i escollida diputada per la província d'Alacant a les eleccions a les Corts Valencianes de 1995, 1999, 2003, 2007 i 2011.